# فرزاد حاتمي
فرزاد حاتمي ((بالفارسية: فرزاد حاتمی)؛ مواليد 3 يناير 1986 في طهران لوالدين من زنجان) هو لاعب كرة قدم إيراني يلعب مع نادي تراكتور سازي في دوري المحترفين الإيراني كلاعب وسط. مثّل منتخب إيران لكرة القدم. بدأ فرزاد حاتمي مسيرته الرياضية عام 2007 مع نادي راه آهن.

## روابط خارجية
- فرزاد حاتمي على موقع الاتحاد الدولي (مؤرشف)  (الإنجليزية)
- فرزاد حاتمي على موقع قاعدة بيانات كرة القدم.إي يو (الإنجليزية)
- فرزاد حاتمي على موقع Soccerway.com (الإنجليزية)